# 黏蛋白
黏蛋白（英語：mucoprotein）是一类主要由黏多糖组成的糖蛋白，在全身都有分布，常见于膝盖滑膜液，以及生殖器和消化道。黏液素是常见的黏蛋白。